# Humfrid
Humfrid, Humsfrid o Unifred de Gòtia (? - 864) fou comte de Barcelona, Rosselló i Narbona (858 - 864), comte de Girona i Empúries (858-862) i comte de Tolosa (863-865).

## Orígens familiars
Segurament un magnat franc sense vincles amb la Marca de Gòtia. Devia ser comte de Rètia. Es va revoltar contra Lluís el Germànic, fugint a territori de França. Així la lleialtat estava assegurada i Carles el Calb el degué nomenar per aquest motiu, quan tots se li giraven en contra. Altres fonts el suposen fill de Hunroch comte de Ternois i d'Engeltruda, mare d'Odalric, el seu antecessor i, per tant, germanastre. Una tercera teoria el fa fill de Garí de Borgonya i germà d'Isembard, al que va succeir el 849 com a comte de Beaune i Autun, i fou comte de Chalon-sur-Saône i de Mâcon, però molts opinen que aquestos comtats li van ser donats, no per ser germà d'Isembard, sinó perquè aquest s'havia, també, revoltat contra Carles i havia estat destituït. .

## Nomenament
Hauria estat nomenat el 857 però no apareix documentat fins al 858 al relat del trasllat de les relíquies dels sants Jordi i Aureli a l'abadia de Saint-Germain des Prés, document contemporani escrit pel monjo Aimó, que explica: els religiosos de l'abadia s'havien assabentat que les relíquies de sant Vicenç, el seu patró, eren a València on el sant havia patit el martiri, que estava sota domini musulmà, i van enviar (858) a dos monjos, Usuard -autor d'un martirologi- i un altre, amb una carta de Carles el Calb per aconseguir les relíquies; passant per Borgonya van comunicar l'encàrrec que tenien al marquès Humfrid de Gòtia el govern del qual anava fins a la frontera amb els musulmans (Illis tunc in partibus principantem). Humfrid residia en aquell moment a Borgonya, on tenia terres, i es va comprometre a ajudar els monjos, donant-los carta de recomanació pel seu govern i un criat per acompanyar-los i guiar-los; en arribar a Viviers van tenir notícies que les relíquies de Vicenç haurien estat traslladades a Benevent a Itàlia, i el bisbe d'Usès Wallafrid els ho va confirmar, però els dos monjos no en van fer cas i van seguir la ruta arribant a Barcelona, anant a trobar a Sunifred, que era el vescomte i governant en absència d'Humfrid, al que van informar i van exposar el seu desig d'anar a territori musulmà i agafar les relíquies de Vicenç o altres si aquestes no hi eren. Sunifred els va voler dissuadir però sense èxit i van decidir anar a Còrdova, on hi havia hagut una persecució i es podien trobar algunes relíquies. Finalment el vescomte i el bisbe Ataulf de Barcelona els van comunicar el nom d'un cristià de Còrdova que els assistiria i allotjaria. Es va escriure a Humfrid per demanar carta de recomanació per al seu amic Abdiluvar (Abd al-Awar), governador musulmà de Saragossa, la protecció del qual podia facilitat el viatge. Efectivament Abdiluvar va rebre els dos monjos i els va portar segurs fins a Còrdova on van restar prop de dos mesos i on van obtenir dels cristians del país i del bisbe local Saül les relíquies dels sants Jordi, Aureli i Natàlia, que havien estat martiritzats durant la persecució d'Abd al-Rahman (†852). Amb les relíquies van tornar cap a Saragossa, on després d'agrair a Abdiluvar la seva protecció i generositat, aquest els va donar salva-conductes per tornar a Barcelona. Aquí va passar dos dies i van marxar llavors cap a Narbona i cap a Besiers i en aquesta ciutat van depositar temporalment els ossos sagrats a l'oratori de Nostra Senyora. El vescomte de Besiers, Guerí, que era amic i parent dels religiosos, els va allotjar durant un mes; els vescomte tenia un escuder de nom Bricti que estava paralític des de feia dos anys i ja tenia el cos cobert de llagues, i va recórrer al poder de les relíquies dels màrtirs quedant curat; el mateix Guerí, afectat de dolors, fou curat per l'efecte dels ossos dels màrtirs i en agraïment, va donar escorta als dos religiosos i als ossos fins al Vivarès. Usuard i el seu company es van separar del camí marcat per anar a marcar la seva devoció per sant Andeol, màrtir tanmateix i visitar el lloc on s'exposaven les seves relíquies; després van passar a Argilli a Borgonya, prop de Beaune, on estava Humfrid de Gòtia i li van agrair la seva protecció, i després van marxar carregats de regals.
D'aquesta relació feta per Aimó religiós de Saint- Germain des Prés al temps dels fets i confrare de Usuard resulta que Humfrid ja era marquès el 858 i amb seguretat al principi de l'any doncs els monjos van tornar de Còrdova l'11 de maig on havien estat prop de dos mesos; si a més ja era amic del governador de Saragossa (amb el que hauria signat un tractat el 857, doncs el 858 estava a Borgonya) resultaria que havia estat nomenat el 857. El 858 Carles va intentar contenir la revolta d'Aquitània i el 21 de març del 858 va celebrar una assemblea general a Quierzy on va exigir als senyors i prelats presents un nou jurament de fidelitat; entre els que van fer el jurament apareixen Odalric, comte de Barcelona i marquès de Gòtia, i Humfrid, el primer ja hauria perdut el càrrec i el segon l'havia rebut; Humfrid hauria anat a l'assemblea des de Borgonya.

## Política
Va negociar un tractat de pau amb Abd al-Uwar, valí de Saraqusta el 857, o començaments del 858, i després va marxar a França per ajudar Carles el Calb, deixant vescomtes encarregats dels comtats. Devia ser a Beaune el febrer del 858, i el 21 de març següent es va presentar a Carles el Calb junt amb molts altres magnats per jurar-li fidelitat. L'agost del 858 Carles estava combatent amb els normands, segurament amb Humfrid al seu costat, i llavors Lluís el Germànic va envair el país, i la noblesa li donà suport. Però l'església si oposà i Carles va reunir els seus fidels per fer front al perill. El setembre del 858 tornem a trobar a Humfrid a Beaune, potser reclutant forces. El 15 de gener del 859 Carles derrotà Lluís a Saint Quentin i el foragità de França. La noblesa es passà immediatament al bàndol de Carles. Humfrid destacà entre els fidels junt amb Ramon I de Tolosa (germà i successor de Frèdol) i Rainulf I de Poitiers. Bernat I d'Alvèrnia, que s'havia passat a Pipí II d'Aquitània, torna a l'obediència.
El 859, la tendència favorable als regnes regionals encapçalada per Esteve, fill del comte Hug d'Auxerre i de Nevers començà a instigar la revolta de Carles l'Infant contra el seu pare.
Els normands, després d'atacar Amiens u Noyon, es van dirigir cap al Roine i les costes de Septimània el 859, seguint cap a les costes mediterrànies fins a l'Àfrica per atacar després el Rosselló, on van arruïnar diverses poblacions entre elles Elna i Ruscino que ja no es va recuperar, i l'abadia de Vallespir o de Nostra Senyora d'Arle. És possible que haguessin saquejat també Narbona; després vans seguir per la costa de Septimània fins a la Camarga, on es van aturar per fer expedicions remuntant el Roine pels dos costats. El juny del 860 finalment, Carles el Calb i Lluís el Germànic van signar la pau a Coblenza en el que van declarar actuar en nom tanmateix de Carles de Provença i de Lluís II el Jove (emperador i rei d'Itàlia), tractat en el qual va estar present Humfrid; en aquest tractat Carles s'obligava a concedir la gràcia als nobles que havien pres partit per Lluís i a retornar-los els béns confiscats, cosa que va complir però es va reservar disposar al seu grat de les terres que tenien per concessió reial i dels càrrecs i dignitats dels que estaven revestits.
El 861 forces musulmanes, després d'un temps de treva, atacaren Barcelona, l'assetjaren i potser fins i tot arriben a dominar alguns ravals, però és de suposar que Humfrid va negociar la seva retirada o renovació de la treva amb el consentiment de Carles el Calb i va ser acceptada per Muhammad I.
A la tardor del 861 Carles el Calb va planejar espoliar a Carles de Provença, fill de Lotari I però va fracassar quan el regne de Provença, sota la direcció del regent Gerard del Rosselló va fer front a l'intent annexionista. Això va causar malestar, sigui pel fracàs o sigui per la injustícia i més nobles es giraren contra Carles, entre ells sembla que Humfrid de Septimània i Gòtia. Carles l'Infant d'Aquitània, instigat pel conseller Esteve es revoltà. Tot el sud s'escapà del control de Carles el Calb. Aquest, feu acusar immediatament Humfrid d'infidelitat. Sembla que el 19 d'agost del 862 Humfrid ja havia estat desposseït dels seus honors i investit un tal Sunyer, potser l'antic comte d'Empúries Sunyer I o potser el seu fill Sunyer II o potser un altre magnat, del qual no se sap res, però que no va poder prendre possessió perquè Humfrid restava rebel als seus dominis. Pel que se sap només es van poder ocupar els comtats d'Empúries i Peralada (entregats a Sunyer II i Delà, fills de Sunyer I) i Girona i Besalú (entregats a Otger) però Barcelona, Osona, Narbona, Agde, Besiers, Melguelh i Nimes, restaren en mans de Humfrid. A finals del 862 dos dels seus enviats de noms Lambert i Adaulf van tenir un placitum o assemblea a Narbona; en aquesta assemblea s'ordena entre altres la restitució a Richimir, abat de Montoliu o Mallast, del lloc de Stacian a la diòcesi de Narbona, lloc que havia estat usurpat al monestir o abadia; el judici es va sotmetre a la llei visigoda que era segons sembla la de l'acusat i la sentència fou executada 15 dies després, quan el procurador del monestir va demostrar la usurpació en un altre placitum a Pégan, després Capestang, al Narbonès. A l'acta Humfrid s'anomena Ananfred.
El 863 Humfrid ocupà la ciutat de Tolosa de Llenguadoc i s'apoderà dels comtats de Tolosa, Pallars i Ribagorça; el comte Ramon, fidel al rei, va morir en la lluita (863 o 864?). Al mateix temps, Esteve, conseller d'Aquitània, en un cop de mà, expulsà al comte Bernat d'Alvèrnia i ocupà el poder als seus dominis. Carles el Calb va fer ocupar per les tropes les honors borgonyones d'Humfrid i Esteve, al mateix temps que, amb la mediació del Papa, Carles l'Infant es va sotmetre al seu pare (precisament a Nevers, domini familiar d'Esteve) i el regne d'Aquitània fou dissolt. Al mateix temps Salomó d'Urgell i Cerdanya, se suposa que va negociar un tractat de pau i neutralitat amb l'emir de Còrdova, que ja devia haver pactat la pau abans amb Humfrid i podia esdevenir el seu aliat. Un dieta a Verberie a la tardor del 863 (finals d'octubre) va confirmar la pau acordada i si bé el tractat definitiu no es va concloure fins al 865, deixava a Humfrid sense potencials aliats exteriors.
El mateix 863 els normands, rebutjats al Loira per Robert el Fort, van marxar cap a Aquitània, van arribar a Saintes, on el comte Turpion d'Angulema va morir a l'assalt de la seva capital (4 d'octubre del 863) i assolaren la regió de Poitou, Perigoux i Llemotges. El 864 arribaren a Alvèrnia on, a Clermont, estava Esteve. Assetjat a aquesta ciutat va morir en combat. També ocuparen Bordeus on van fer presoner al rei Pipí II, que els va guiar. fins a Tolosa que van atacar però van ser rebutjats per Humfrid o per uns missi dominici de Carles. Immediatament després Humfrid, sense aliats ni esperances, va fugir cap a Itàlia si no ho havia fet ja a l'inici del setge. Humfrid va marxar a demanar asil de l'emperador Lluís II d'Itàlia, però després de passar per Provença i els Alps no torna a ser esmentat i la seva sort final és desconeguda.
El 864 i 865 el rei Carles el Calb va procedir al repartiment dels honors dels rebels (Barcelona, Osona, Pallars, Ribagorça, Narbona, Agde, Besiers, Melguelh, Nimes, Beaune, Autun, Llemotges, Roergue, Tolosa, Carcassona, Rasès i Alvèrnia). Els comtats de Barcelona i Osona i els de Narbona, Agde, Besiers, Melguelh i Nimes passaren a Bernat de Gòtia, de la família de comtes de Poitiers.
Estava casat amb Berta però no se sap si tenia fills. Berta era viva encara el 877.